# Q'inqu Mayu
 (avril 2020).
Q'inqu Mayu est une rivière bolivienne du département de Cochabamba, province de Chapare. Depuis 1991, c'est la frontière orientale du parc national Tunari.